# Assalat Ag Habi
Assalat Ag Habi est un militaire touareg malien.

## Biographie
Membre de la tribu touarègue des Chamanamas, Assalat Ag Habi est colonel dans l'armée malienne. Il déserte en juillet 2011 et rejoint les rebelles du Mouvement national pour la libération de l'Azawad (MNLA). En janvier 2012, au début de la guerre du Mali, il mène l'attaque contre Ménaka. Il prend ensuite part à la bataille de Tessalit et participe à la prise de Kidal le 30 mars 2012. Il prend également part à la Bataille de Kidal du 21 mai 2014 contre l'armée malienne
Le 2 septembre 2016, il quitte le MNLA et participe à la fondation du Mouvement pour le salut de l'Azawad (MSA).